# Medal „Za obronę Kaukazu”
Medal „Za obronę Kaukazu” (ros. Медаль «За оборону Кавказа») – radzieckie odznaczenie wojskowe.
Medal „Za obronę Kaukazu” został ustanowiony dekretem Rady Najwyższej ZSRR z 1 maja 1944 roku. Jednocześnie wprowadzono regulamin i opis odznaki medalu. W późniejszym okresie wprowadzono niewielkie poprawki do regulaminu.

## Zasady nadawania
Medalem „Za obronę Kaukazu” byli odznaczani żołnierze i ochotnicy jednostek, oddziałów i instytucji Armii Czerwonej, Floty Czerwonej i wojsk NKWD, biorący bezpośredni udział w obronie Kaukazu przez czas nie mniejszy niż 3 miesiące w okresie od lipca 1942 do października 1943 roku. Osoby cywilne mogły otrzymać medal za faktyczne uczestnictwo w walkach obronnych w okresie od lipca 1942 do października 1943 roku, a także za aktywny udział w przygotowaniu umocnień i rubieży obronnych od jesieni 1941 roku. Niezależnie od długości służby, medal wręczano także osobom ranionym podczas obrony lub odznaczonym za obronę Kaukazu innymi orderami.
Medal za obronę Kaukazu nadawano niezależnie od innych odznaczeń otrzymanych za czyny dokonane w trakcie działań w obronie Kaukazu. W wyjątkowych przypadkach mógł być nadany dwukrotnie. 
Łącznie medalem nagrodzono ponad 870 tys. osób (stan na 1985 rok).

## Opis odznaki
Odznakę medalu stanowi wykonany z mosiądzu krążek o średnicy 32 mm. 
Na awersie medalu jest umieszczony szczyt Elbrusa – u jego podnóża są umieszczone wieże szybów naftowych i trzy czołgi. Nad szczytem – trzy samoloty. W górnej części napis po okręgu: ЗА ОБОРОНУ КАВКАЗА (pol.: „ZA OBRONĘ KAUKAZU”). Wokół na obrzeżach medalu znajduje się ornament z kwiatów i kiści winogron. W górnej części ornamentu jest mała pięcioramienna gwiazda, a w dolnej wstążka z sierpem i młotem pośrodku oraz napisem: CC · CP (pol.: ZSRR). 
Na rewersie jest umieszczone symbol ZSRR – sierp i młot oraz napis w trzech wierszach: ЗА НАШУ / СОВЕТСКУЮ / РОДИНУ (pol. „ZA NASZĄ RADZIECKĄ OJCZYZNĘ”). Projektantem odznaki był malarz N. Moskalew.
Medal zawieszony jest na pięciokątnej blaszce obciągniętej wstążką koloru oliwkowego szerokości 24 mm, z dwoma wąskimi białymi paskami szerokości 2 mm przedzielonymi oliwkowym paskiem pośrodku oraz dwoma granatowymi paskami po bokach szerokości 2,5 mm.
Medal nosi się po lewej stronie piersi, w kolejności po Medalu „Za obronę Kijowa”.